# エルネスト・メソニエ
ジャン＝ルイ＝エルネスト・メソニエ（Jean Louis Ernest Meissonier、1815年2月21日 - 1891年1月31日）はフランスの画家である。

## 略歴
リヨンの貧しい家庭に生まれた。19歳になってパリに出て、レオン・コニエの工房で学び、ルーヴル美術館で巨匠の作品を模写して修行した。17世紀のオランダの画家、ピーテル・パウル・ルーベンスやアンソニー・ヴァン・ダイクの作品を模写した。生活費のために、著作の挿絵を描く仕事をした。21歳になった1836年にサロン・ド・パリに風俗画でデビューし、その後も出展を続け、観覧者や批評家に好評を博し、1841年にはメダルを受賞した。
第二次イタリア独立戦争中の1859年6月にナポレオン3世が率いるフランス帝国軍とサルデーニャ王国軍の連合軍がオーストリア帝国軍に勝利したのを受けて、政府からこの勝利を記念する絵画を描くことを依頼されたメソニエは3年以上かけて『ソルフェリーノの戦いのナポレオン3世』を描いた。その後、近時代の歴史を題材に選ぶようになり、フランス革命やその後の戦闘の場面を描くようになった。歴史の舞台となった場所も訪れた。
1846年にレジオンドヌール勲章のシュヴァリエ、1856年にオフィシエ、1867年にコマンドゥール、1880年にグラントフィシエを受勲し、1889年10月にレジオンドヌール勲章の最高章グランクロワを受勲した。
1890年に国民美術協会(the Société Nationale des Beaux-Arts)が再建された時会長に選ばれたがメソニエは翌年の1月に没し、ピエール・ピュヴィス・ド・シャヴァンヌが後任となった。

## 作品
- ソルフェリーノの戦いのナポレオン3世
- 「1870年のパリ包囲戦」(1884)
- A Game of Piquet
- Relief After the Battle
- The Philosopher
- 自画像